# Nemeshetés
Nemeshetés is een plaats (község) en gemeente in het Hongaarse comitaat Zala. Nemeshetés telt 320 inwoners (2001).